# غاري شوك (ممثل)
غاري شوك(بالإنجليزية:Gary Chalk)(ولد في 17 فبراير 1952)وهو ممثل كندي وممثل أداء صوتي أيضاً، وهو معروف أيضاً بأسمGarry Chalk.

## أعماله في كرتون
- موتشا لوتشا - إل هايستاك غراندي
- مغامرات سونيك القنفذ - جروندير
- رانما ½ - جينما ساوتومي
- سبايدر مان ونليميتد - مستر موغنيوت
- دراغون بول:لعنة الدم الياقوت - كينغ غوريميس

## أعماله في تلفزيون
- Cold Squad
- Painkiller Jane
- Eureka
- Ninja Turtles: The Next Mutation
- Stargate SG-1
- Dark Angel
- Nick Fury: Agent of S.H.I.E.L.D.
- Highlander: The Series
- MacGyver

## أعماله في أفلام
- Battle in Seattle
- Deck the Halls
- Freddy vs. Jason
- Eight Below
- The Karate Dog
- Rudolph the Red-Nosed Reindeer and the Island of Misfit Toys
- Rudolph the Red-Nosed Reindeer: The Movie
- The Fly II
- Scary Godmother Halloween Spectacular
- Scary Godmother 2: The Revenge of Jimmy
- SuperBabies: Baby Geniuses 2
- Warriors of Virtue
- Scooby-Doo! The Mystery Begins
- Fierce People
- المراقبون

## وصلات خارجية
- غاري شوك على موقع IMDb (الإنجليزية)
- غاري شوك على موقع ألو سيني (الفرنسية)
- غاري شوك على موقع أول موفي (الإنجليزية)
- غاري شوك على موقع أول موفي (الإنجليزية)
- غاري شوك على موقع قاعدة بيانات الأفلام السويدية (السويدية)
- غاري شوك على موقع إن إن دي بي (الإنجليزية)
- غاري شوك على موقع قاعدة بيانات الفيلم (الإنجليزية)
- غاري شوك على موقع كينوبويسك (الروسية)
- غاري شوك على موقع ANN person (الإنجليزية)